# Denkmalschutzpreis Baden-Württemberg

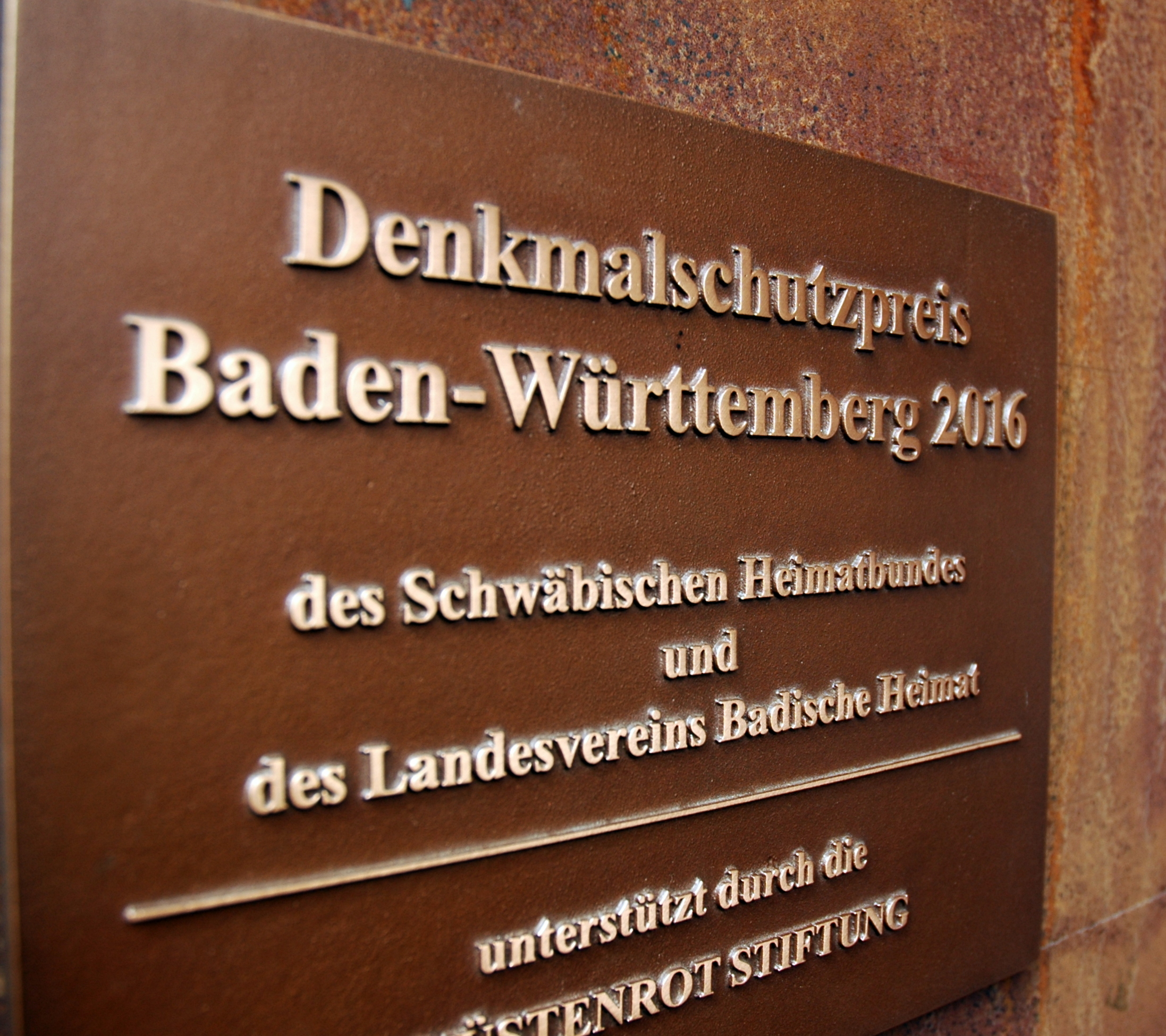
Tafel auf Tür bei Tankturm in Heidelberg

Der Denkmalschutzpreis Baden-Württemberg ist eine Auszeichnung für die beispielhafte denkmalpflegerische Leistung, die Privatpersonen für die Erhaltung und Pflege ihres Eigentums erbracht haben.
Im Jahr 1978 stiftete der Schwäbische Heimatbund (SHB) den Peter-Haag-Preis mit dem Ziel, privates Engagement im Bereich der Denkmalpflege zu wecken und so weit wie möglich zu unterstützen. Ziel des Preises ist es auch, denkmalpflegerisch beispielhaft instandgesetzte Gebäude bekannt zu machen, um weitere Denkmalbesitzer zur Nachahmung zu ermuntern. Der Denkmalschutzpreis Baden-Württemberg gehört zu den renommiertesten Preisen dieser Art in Deutschland.
Alle zwei Jahre (bis 2006 jährlich) werden bis zu fünf Preisträger ausgezeichnet. Neben einer Urkunde erhalten sie eine Plakette zum Anbringen am Gebäude sowie einen Geldpreis in Höhe von je 5000 Euro. Prämiert werden Gebäude, die innen wie außen denkmalpflegerisch erhalten, gepflegt und – soweit erforderlich – erneuert wurden. Mit dem Preis wollen die beteiligten Partner ein Zeichen für mehr Engagement bei der Erhaltung und Renovierung von Kulturdenkmalen und Altbauten setzen.
Als beispielhaft gelten für den Schwäbischen Heimatbund und seine Partner – der Landesverein Badische Heimat und die Wüstenrot-Stiftung – Maßnahmen, die das Gebäude in seinem historisch gewachsenen Erscheinungsbild so weit wie möglich bewahren und damit ein Stück Geschichte erhalten. Dabei kann das Spektrum von bescheidenen, handwerklich soliden Lösungen bis hin zu bewusst modernen Akzentuierungen reichen, wenn sie das Kulturdenkmal pfleglich behandeln und sich gestalterische Maßnahmen in das historische Erscheinungsbild einfügen.

## Preisträger

### Seit 2010
- 2024[1]
  - „Alte Münz“ in Wertheim (erbaut seit 1261, bzw. 1587)
  - Ehemaliges Forsthaus in Neuweiler-Agenbach (Baujahr 1785)
  - Ehemalige Reithalle in Achern (Baujahr 1946)
  - Farnrainhof in Elzach-Yach (18. Jahrhundert)
  - Backhausareal in Salem-Neufrach (erbaut zwischen 1811 und 1867)
- 2022[2]
  - Ehemaliges Jägerhaus des Klosters Salem in Bermatingen (Baujahr 1721)[3]
  - Wildenhof in Lenzkirch-Raitenbuch (Baujahr 1728)
  - Fachwerkhaus Brettener Straße 20 in Maulbronn-Zaisersweiher (Baujahr 1731)
  - Ehemaliges Pfarrhaus in Wangen-Oberwälden (Baujahr 1787)
  - Ehemaliger Bahnhof Eckartshausen-Ilshofen (erbaut 1864–1867)
- 2020
  - Städtisches Wohngebäude in Bad Mergentheim (im Kern 15. Jahrhundert)
  - Einstiges Rebmannshaus, Eckteil in Sipplingen (Baujahr 1660/1682)
  - Ehemaliger Salzstadel am Marktplatz in Biberach an der Riß (Baujahr 1503, Änderungen 19. und 20. Jahrhundert)
  - Ehemalige Molkerei mit Gasthaus und Krämerladen in Kupferzell (Baujahr 1882)
  - Café Süßes Löchle in Lahr/Schwarzwald (18.–20. Jahrhundert)
- 2018
  - Städtisches Wohngebäude in Ulm (14.–18. Jahrhundert)
  - Rebleutehaus des Klosters Salem in Sipplingen (Baujahr 1595, Änderungen 19. Jahrhundert)
  - Handwerkerhäuser in der Leonhardsvorstadt in Stuttgart (Baujahr 1769, Änderungen 19. Jahrhundert)
  - Backhaus und Uhrturm in Forchtenberg (Baujahr 1869)
  - Terrassenbau der Uhrenfabrik Junghans in Schramberg (Baujahr 1916–1918)

- 2016

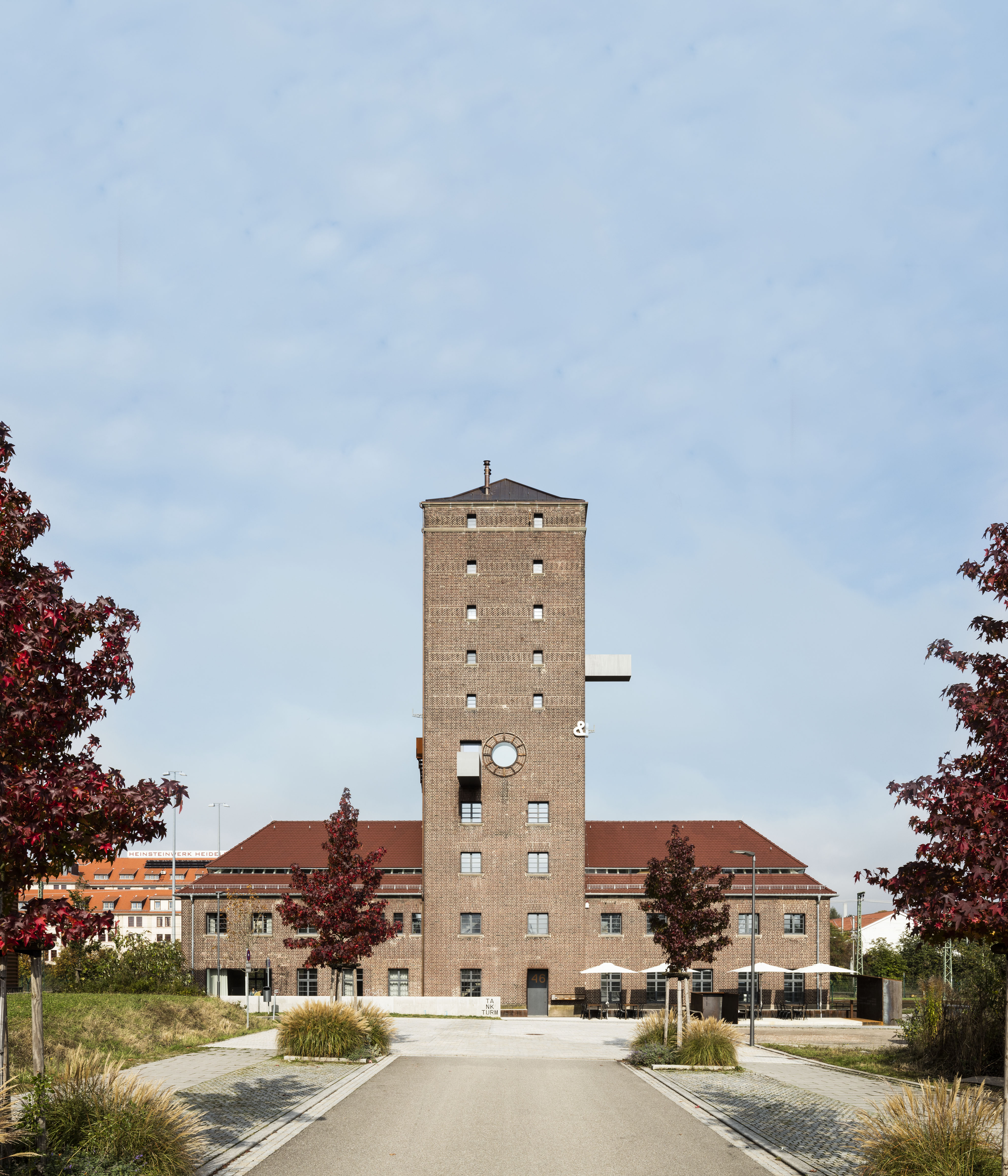
2016: Bahnwasserturm, Heidelberg

  - Stadthaus in Konstanz (14./16./18. Jahrhundert)
  - Kienzlerhansenhof bei Schönwald im Schwarzwald (Baujahr 1591)
  - Uhlandhaus Neckarhalde in Tübingen (Baujahr 1772)
  - Ehemaliger Bahnwasserturm in Heidelberg-Bahnstadt (Baujahr 1927)
  - Tankstelle in Tettnang, Ravensburger Straße 8, (Baujahr 1950)

- 2014
  - Fachwerkhaus in Külsheim (18. Jahrhundert)
  - Ehemaliges Torkelgebäude in Salem-Mittelstenweiler (Baujahr 1786)
  - Früheres fürstliches Beamtenwohnhaus in Sigmaringen (Baujahr 1837/1893)
  - Ehemaliges Diakonissenheim in Bad Liebenzell (Baujahr 1912)
  - Einstiges Direktions- und Verwaltungsgebäude der Pulverfabrik in Rottweil (Bauphasen 1840/1922/1937)

- 2012
  - Ehemaliges Heiz- und Maschinenhaus in Achern (Baujahr 1904)
  - Alte Hofbibliothek in Donaueschingen (Baujahr 1735/1860)
  - Jagdschlösschen im Rittergut Mosisgreut in Vogt (Baujahr 1816/1866/1918)
  - Stadthaus Münsterplatz 3 in Überlingen (14. bis 19. Jahrhundert)
  - Stadthaus Schwarzacher Hof, Zollernstraße 4 in Konstanz (17. bis 19. Jahrhundert)

- 2010
  - Altes Schloss in Ingelfingen (Baujahr 1515/1632)
  - Ehemalige Tabakscheune in Bretten-Neibsheim (Baujahr 1937)
  - Fabrikgebäude der Firma Hohner in Trossingen (Baujahr 1912)
  - Franz-Seppe-Hof in St.-Blasien-Menzenschwand (Baujahr 1749)
  - Landhaus Wagner in Friedrichshafen-Spaltenstein (Baujahr 1966)

### 2000 bis 2008
- 2008

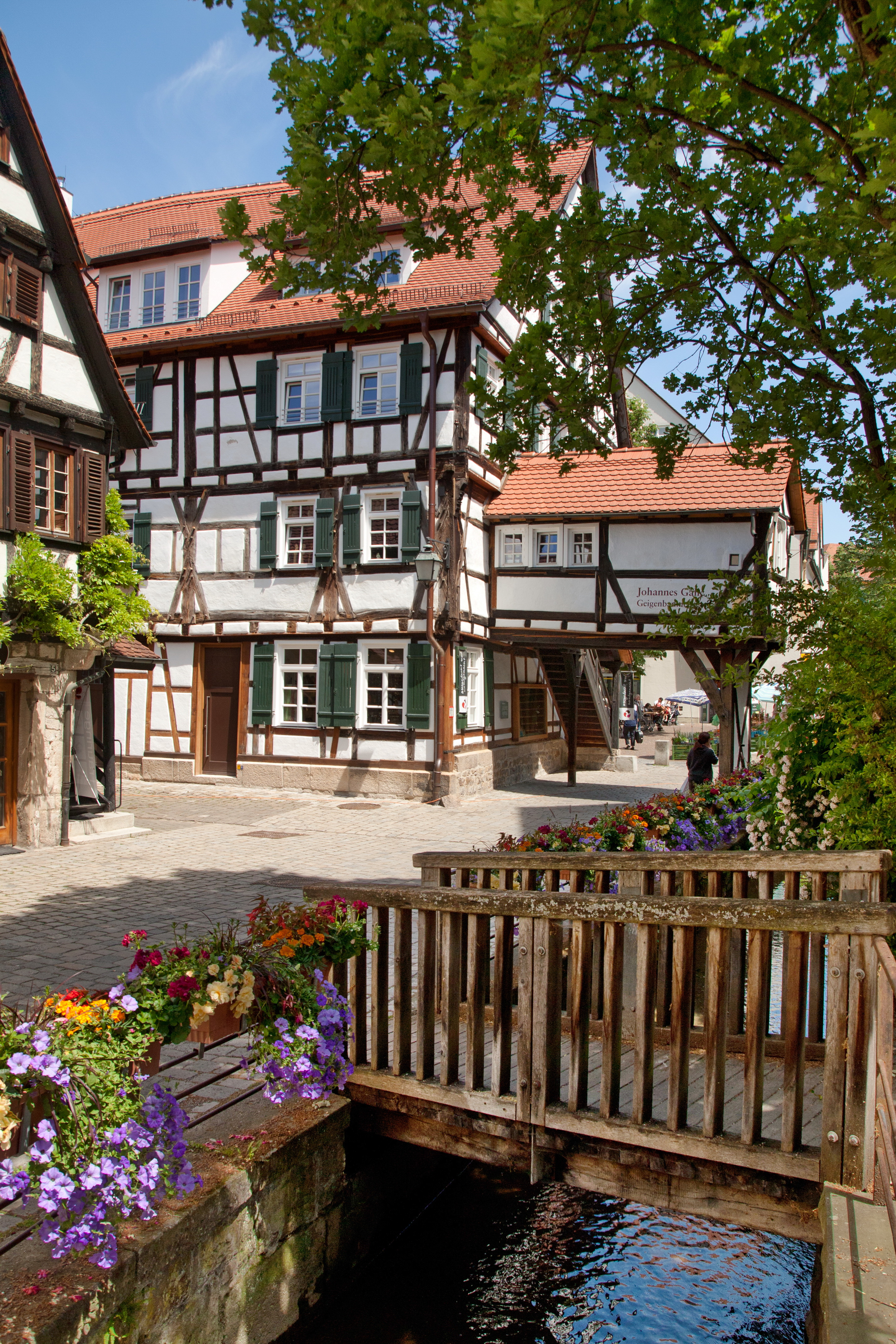
2008: Nonnenhaus, Tübingen

  - Nonnenhaus in Tübingen (Baujahr 1488)
  - Götzhaus in Gunningen (Baujahr 1750)
  - Morlokhof in Baiersbronn-Mitteltal (Baujahr 1790)
  - Ehemaliger Kornkasten Winterbergstraße in St. Georgen (Baujahr 1790)
  - Ehemalige Villa Kahn, Feuerbacher Heide, in Stuttgart (Baujahr 1922)

- 2006
  - Senftenschlössle in Untermünkheim (Baujahr 1316/1515)
  - Ehemalige Pulverfabrik Rottweil, Ensemble Jakobskirche und Arbeiterkantine in Rottweil (Baujahr 1909–1916)
  - Vogtshof in Hausen ob Verena (Baujahr 1685)
  - Taglöhnerhaus Lazarus-von-Schwendi-Str. 9 in Vogtsburg-Burkheim (17. Jahrhundert)
  - Gebäudeensemble Sigismund-/Bahnhofstraße in Konstanz (17. Jahrhundert)
  - Eine besondere Anerkennung erhielt die Standseilbahn in Stuttgart-Heslach (Baujahr 1928)

- 2005

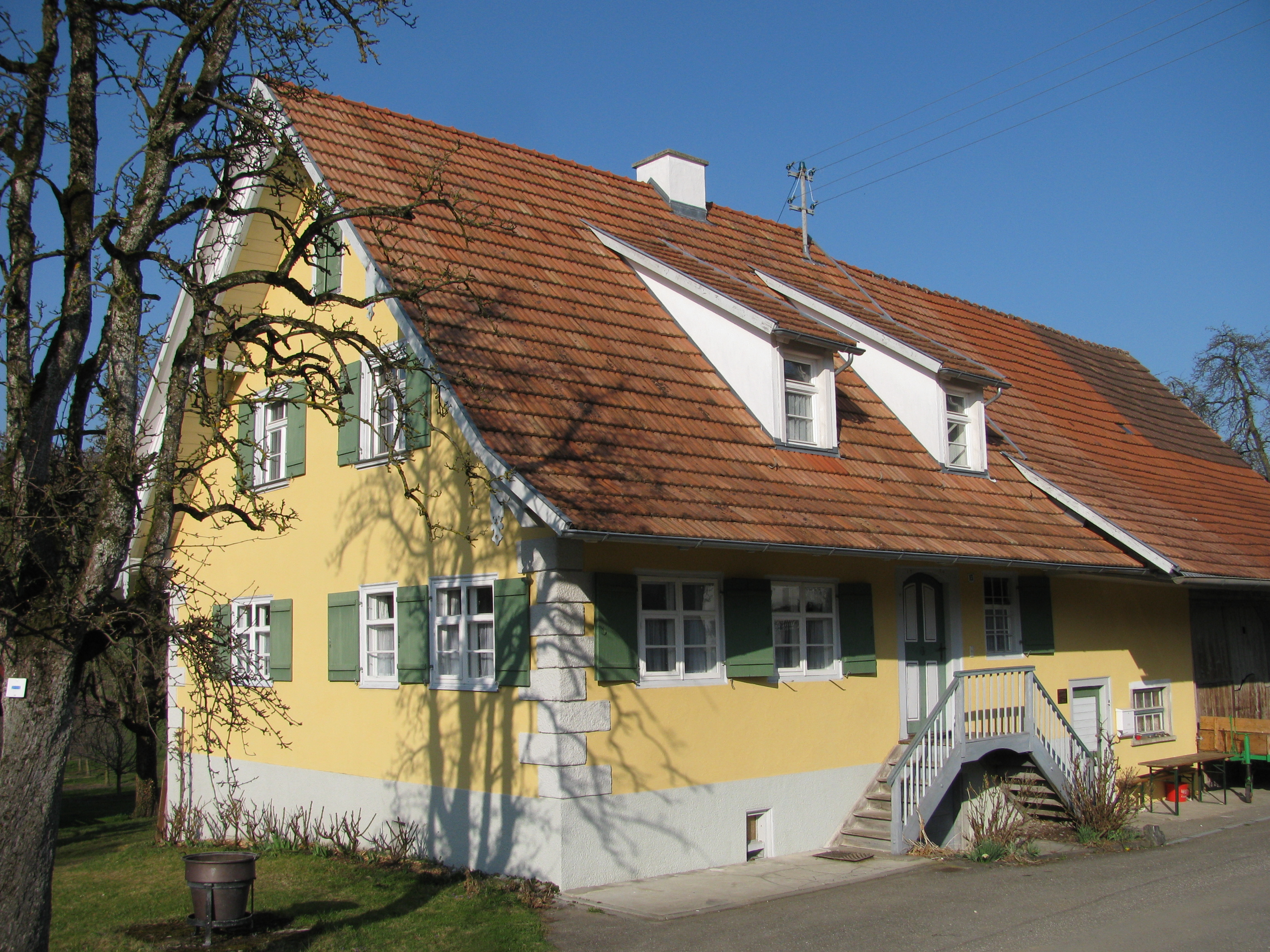
2005: Einhaus, Gattnau

  - Ehemaliges Gesindehaus, Goezstraße, in Stuttgart-Plieningen (Baujahr um 1800)
  - Einhaus, Wäschbachweg, in Kressbronn am Bodensee-Gattnau (Baujahr 1824)
  - Gasthof „Goldene Krone“ in St. Märgen (Baujahr 1757/1902)
  - Hermann-Hesse-Haus in Gaienhofen (Baujahr 1907)
  - „Hohes Haus“, Unterlimpurger Straße 81, in Schwäbisch Hall (Baujahr 1396)

- 2004

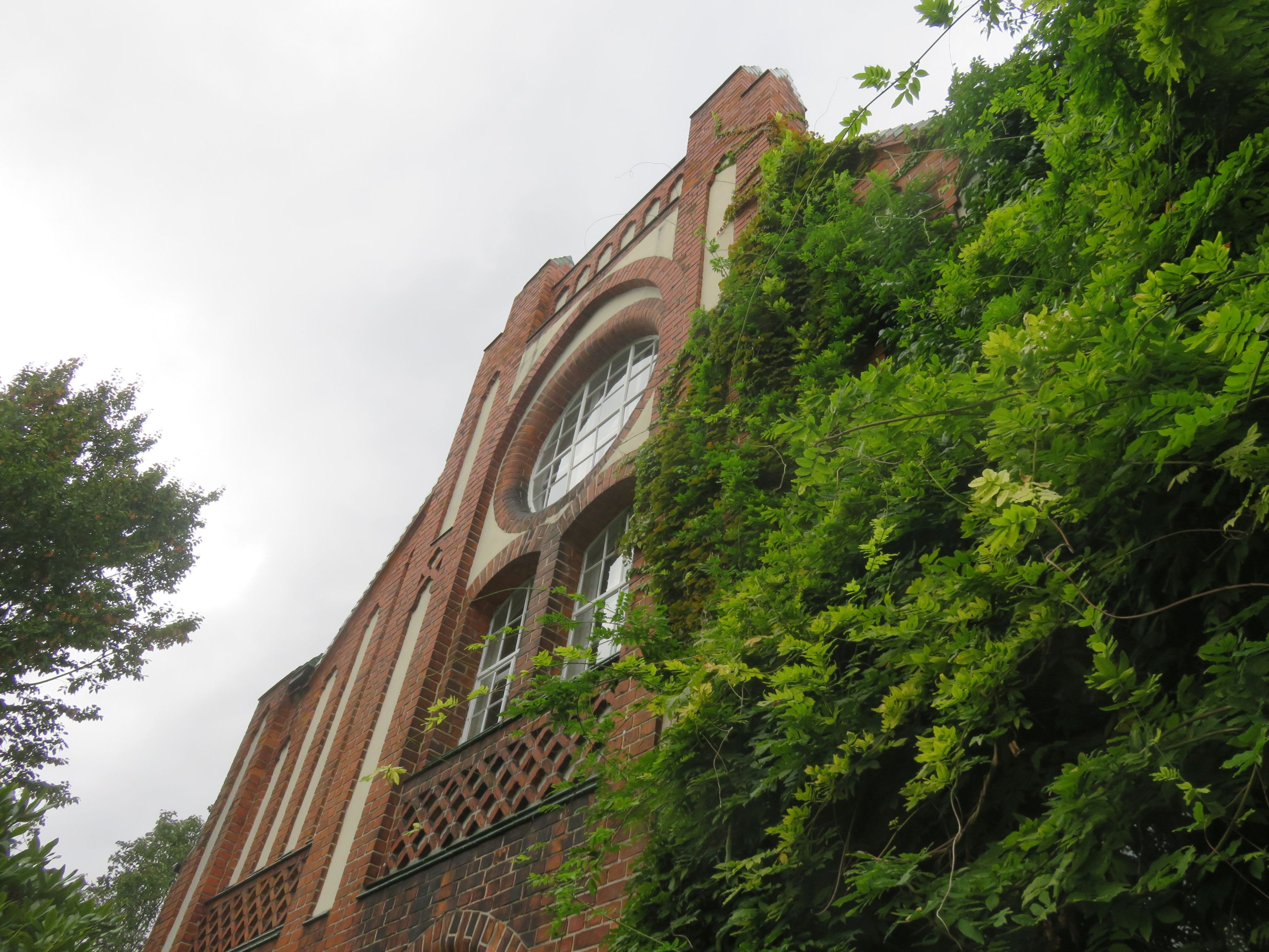
2004: Altes Pumpwerk, Mannheim-Neckarau

  - Hofgut Hochmauren in Rottweil (16./17. Jahrhundert)
  - Frauenkirche in Markgröningen-Unterriexingen (14. Jahrhundert)
  - „Glaserhäusle“ in Meersburg (18. Jahrhundert)
  - Stadtapotheke, Franziskanerstraße 7, in Überlingen (16. Jahrhundert)
  - Altes Pumpwerk in Mannheim-Neckarau (Baujahr 1903)

- 2003

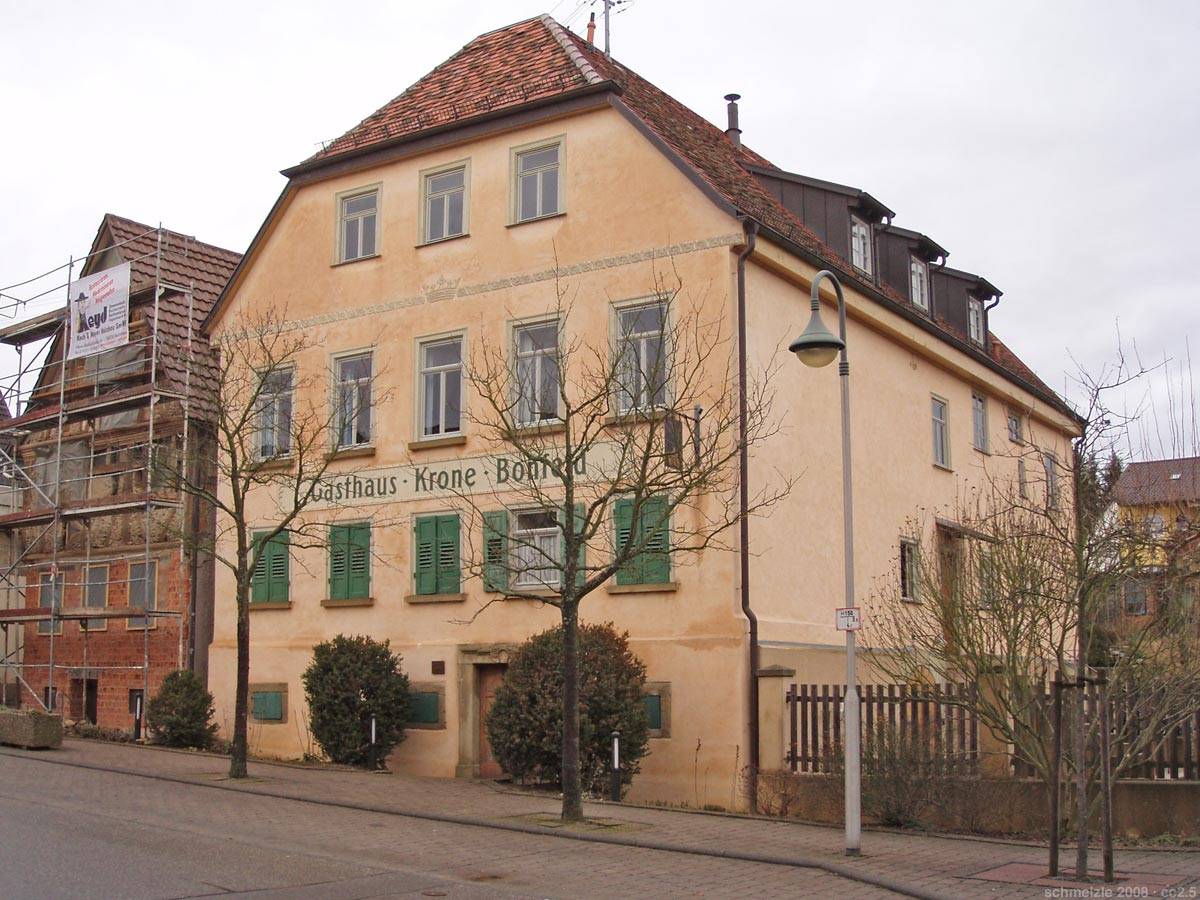
2003: Gasthaus Krone, Bonfeld

  - Haus Michael, Hauptstraße 26, in Immenstaad (Baujahr 1461 / 18./20. Jahrhundert)
  - Langmühle, Wasserstraße 23, in Langenau (17. Jahrhundert)
  - Villa Amann, Kirchheimer Straße 15, in Bönnigheim (Baujahr 1900)
  - Gasthaus Krone, Rappenauer Straße 9, in Bad Rappenau-Bonfeld (Baujahr 1786)
  - Haus Laub, Haußerstraße 42, in Tübingen (Baujahr 1930)

- 2002
  - Altes Spital in Neuenstein, Spitalgasse 13
  - Villa Baader in Konstanz, Mainaustraße 36
  - Schwarzwaldhaus in Neuenweg, Mittelheubronn 1
  - Fabrikhochbau in Lörrach, Arend-Braye-Straße 33
  - Ehemaliges Dorfwirtshaus in Rosengarten-Tullau, Kirchgasse 10

- 2001
  - Ehemalige Arbeiterwohnhäuser in Hausen, Bergwerkstraße 53–65
  - Klassizistisches Wohnhaus in Kressbronn am Bodensee, Tettnanger Straße 28; 1847/48
  - Barockes Bürgerhaus in Rottweil, Hochturmgasse 4
  - Ehemaliges Eremitenhaus in Abtsgmünd-Wöllstein, Kapellenweg 31
  - Frühklassizistisches Amts- und Wohngebäude in Konstanz, Hofhalde 1; 1781/82

- 2000

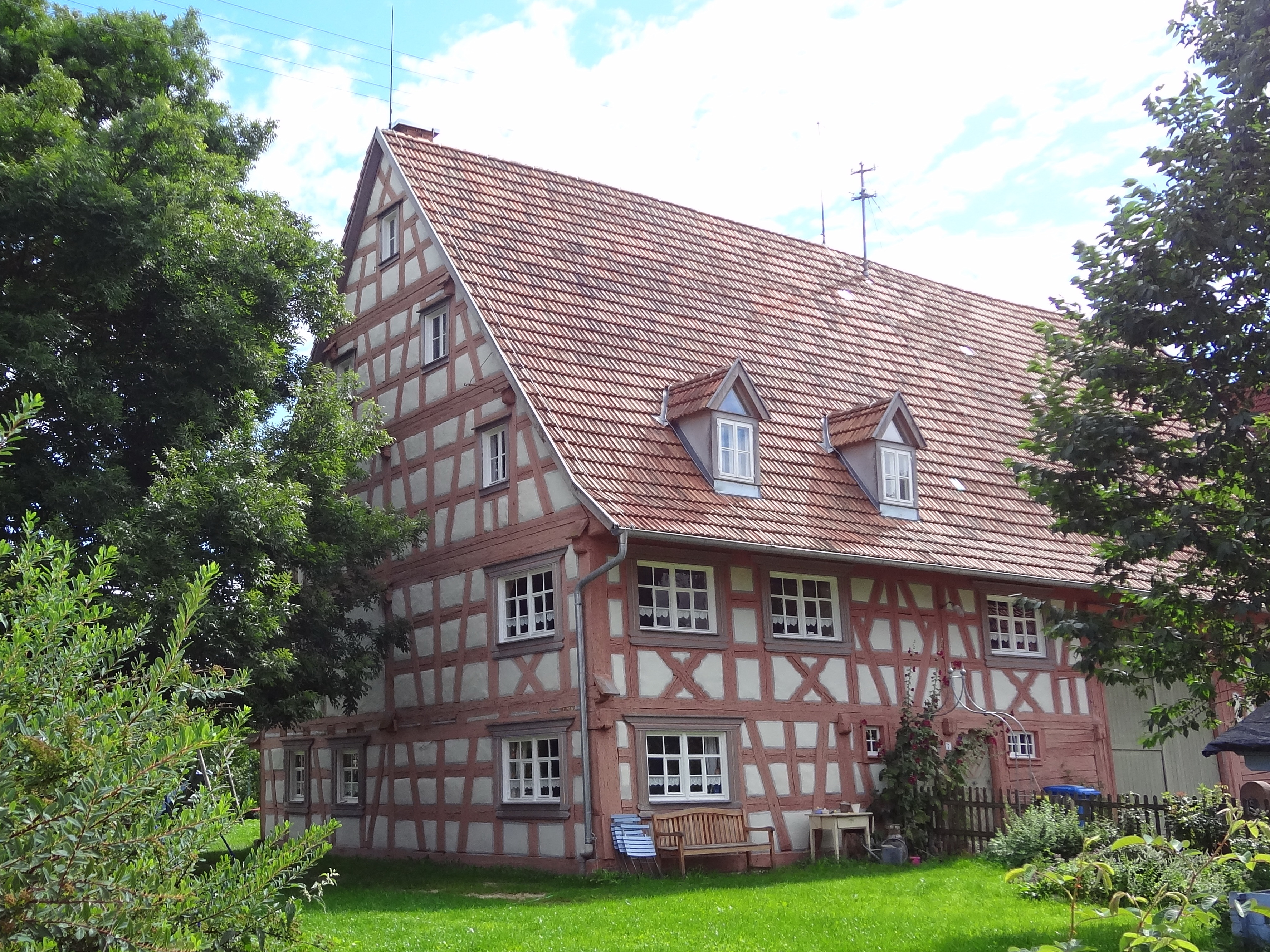
2000: Leimhaus in Flözlingen

  - Ehemaliges Speichergebäude in Fischerbach, Hintertal 21; 1608
  - Sogenanntes Lamparterhaus in Vaihingen an der Enz, Mühlstraße 21
  - Schloss Laudenbach Weikersheim-Laudenbach, Schlössle 5
  - Leimhaus Zimmern ob Rottweil-Flözlingen, Im Winkel 7
  - Schloss Dettingen Horb am Neckar-Dettingen, Schlossgasse 1

### 1990 bis 1999
- 1999

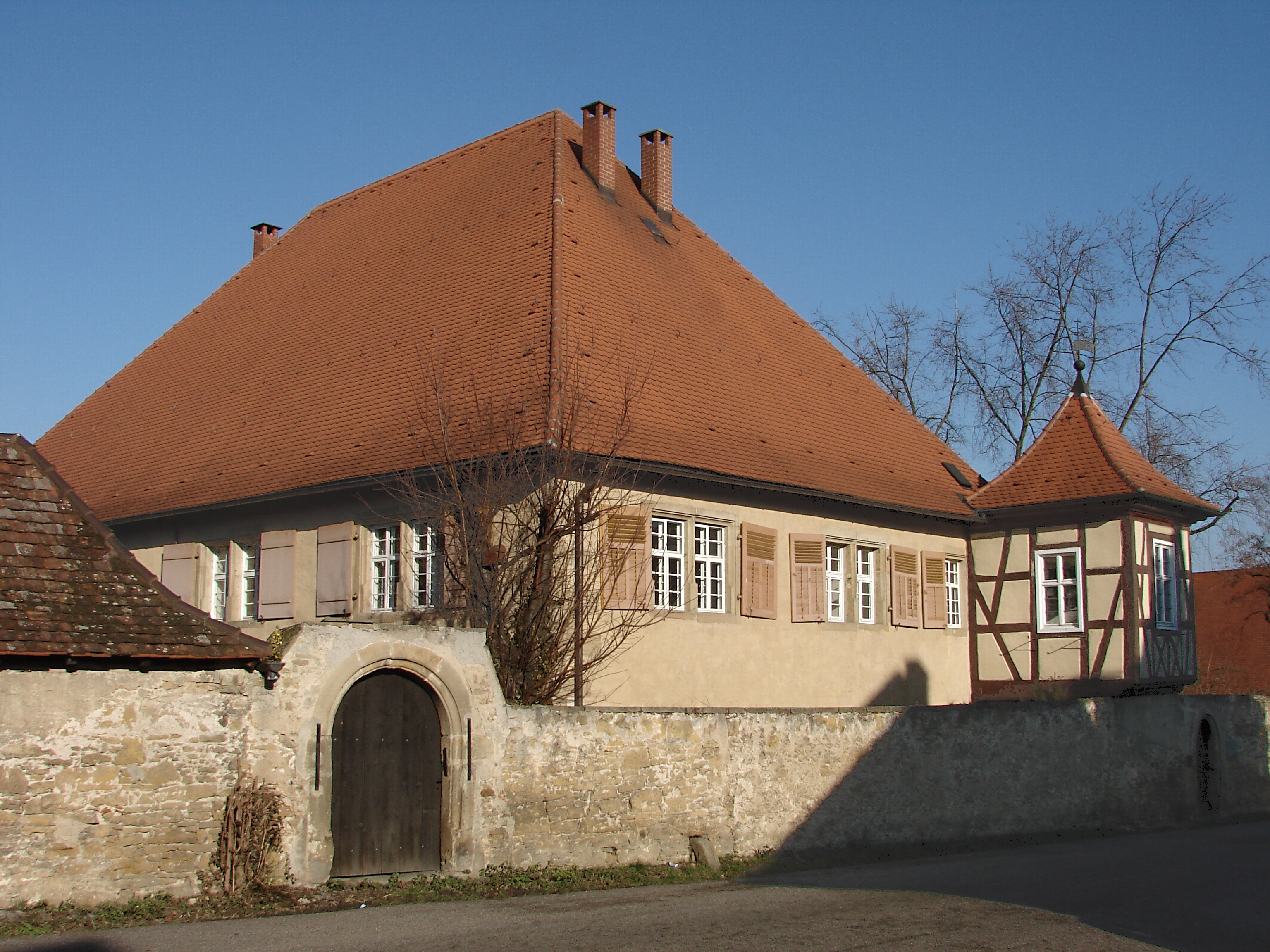
1999: Schloss Heutingsheim, Freiberg

  - „Alte Mühle“ in Eberdingen, Stuttgarter Straße 43; 1580
  - „Villa Bürk“ in Schwenningen, Bürkstraße 35; 1909
  - Stelzenhaus in Stuttgart-Bad Cannstatt, Felgergasse 6
  - Schloss Heutingsheim in Freiberg am Neckar, Schlossstraße 12; 1695–1720
  - Ehemaliges Bad- und Gemeinschaftshaus in Rottweil, Neckartal 187; 1915/16

- 1998
  - Friedhofskapelle in Starzach-Wachendorf; 1733
  - Ehemaliges Mesnerhaus in Überlingen-Goldbach, Alte Poststraße
  - „Villa Heck“ in Pforzheim, Bichlerstraße 12; 1897
  - Einhaus in Heiningen, Ringstraße 10; um 1700
  - Altes Schulhaus und Rathaus in Freudenstadt-Obermusbach, Mühlhaldendstraße 3

- 1997
  - Oflingser Wohnturm in Wangen im Allgäu-Oflings; um 1200
  - Bettelhaus in Ebhausen-Rotfelden, Pfarrberg 7; 1823
  - Hofanlage in Eberdingen, Rathausstraße 6; um 1700
  - Zehntscheuer in Ellwangen-Neunheim, Ellwanger Straße 6b; 17. Jahrhundert
  - Bürgerhaus in Markgröningen, Ostergasse 1; 1714

- 1996

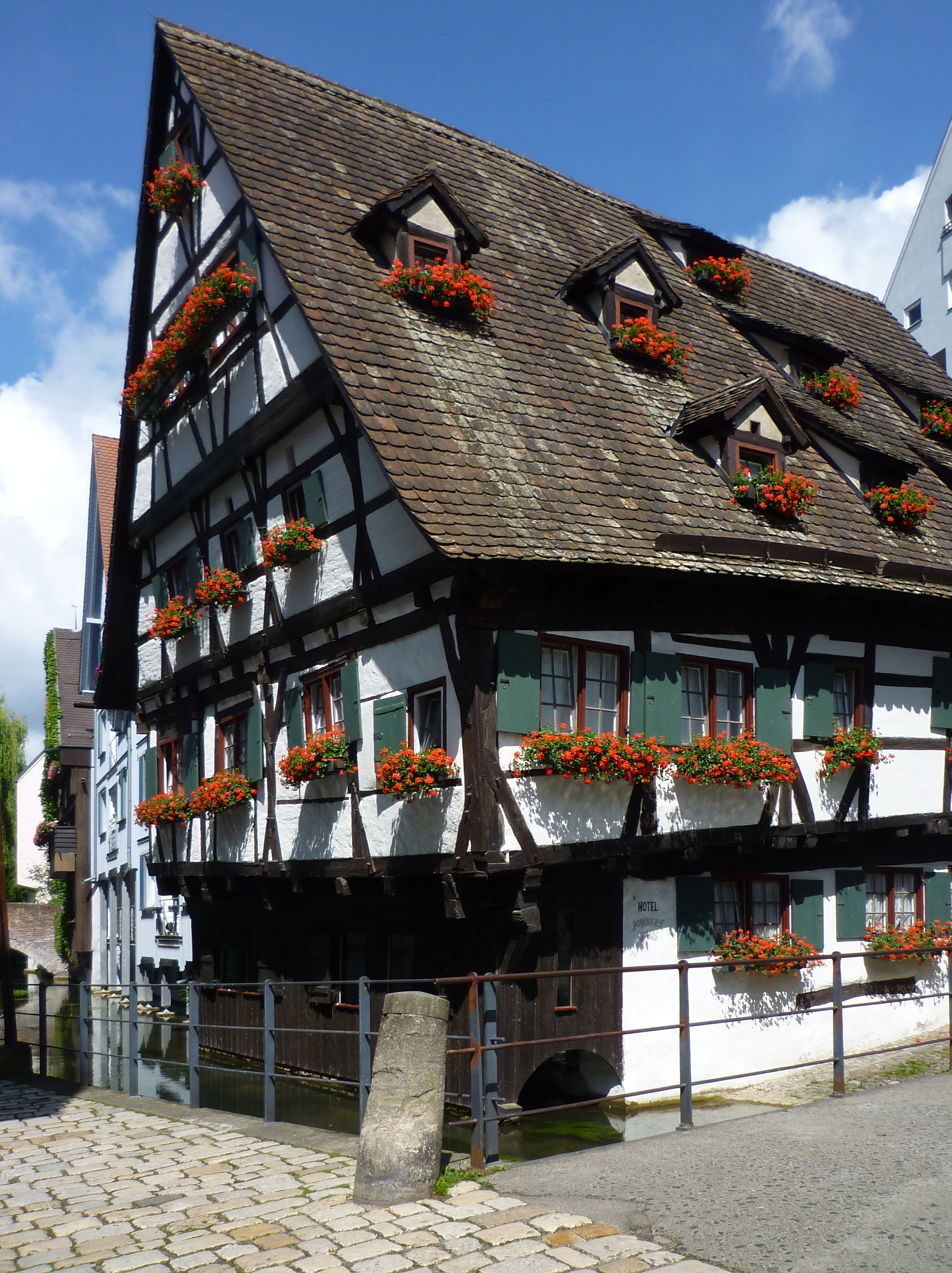
1996: Schiefes Haus, Ulm

  - Bauernhaus in Trossingen, Gaisengasse 4
  - Lauchkling-Schafhaus, Essingen-Hohenroden
  - Bürgerhaus in Schwäbisch Gmünd, Sebaldstrasse 10,
  - Schiefes Haus in Ulm, Schwörhausgasse 6
  - Bauernhaus in Mühlacker-Lienzingen, Knittlinger Straße 21

- 1995
  - Gründerzeitvilla Parlerstraße 31 in Schwäbisch Gmünd
  - „Ochsenwirts-Keller“ in Munderkingen, Hausener Straße 25
  - Schwarzwaldhaus in Schiltach-Vorderlehengericht, Erdlinsbach 9
  - Die Kaserne in Vaihingen an der Enz, Mühlstraße 20
  - Villa in Metzingen, Hindenburgstraße 15

- 1994

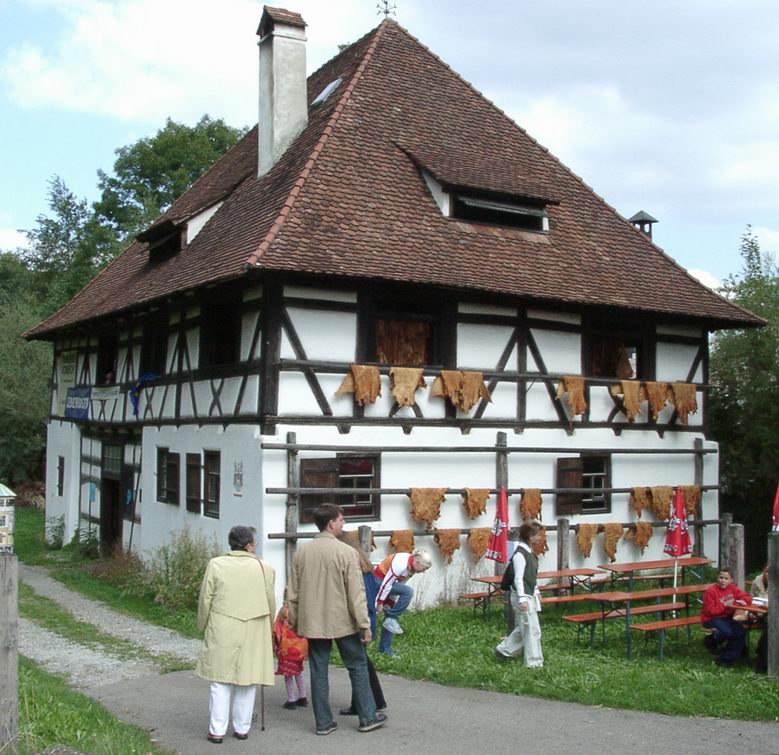
1994: Weißgerberwalk, Biberach

  - Weißgerberwalk in Biberach an der Riß, Ehinger Straße 48; 1699
  - Schloss und Bandhaus in Krautheim-Neunstetten; 16. Jahrhundert
  - Handwerkerhaus in Rottweil, Graben 15; 1453
  - Wohnhaus in Schwäbisch Hall-Katharinenvorstadt, Lange Straße 26; 1336
  - Üttingshof in Bad Mergentheim-Althausen, Gut Üttingshof; 1871

- 1993
  - Deisenhof in Eschbronn-Locherhof, Schönbronner Straße 115
  - „Schlenker-Grusen-Villa“ in Villingen-Schwenningen, Oberdorfstraße 16
  - Wohnhaus in Rutesheim, Schulstraße 8
  - Wohnhaus in Aichwald-Schanbach, Hauptstraße 85
  - „Wieland-Haus“ in Ulm, Olgastraße 129

- 1992
  - Alte Vogtei in Horb am Neckar-Dettensee; um 1585
  - Ehemalige Kaserne in Marbach am Neckar, Holdergasse 5
  - Ehemaliger Salzstadel in Tübingen, Jakobgasse 14/1
  - Gerberhaus in Biberach an der Riß, Weberberggasse 31
  - Wohnhaus in Überlingen, Luziengasse 8

- 1991

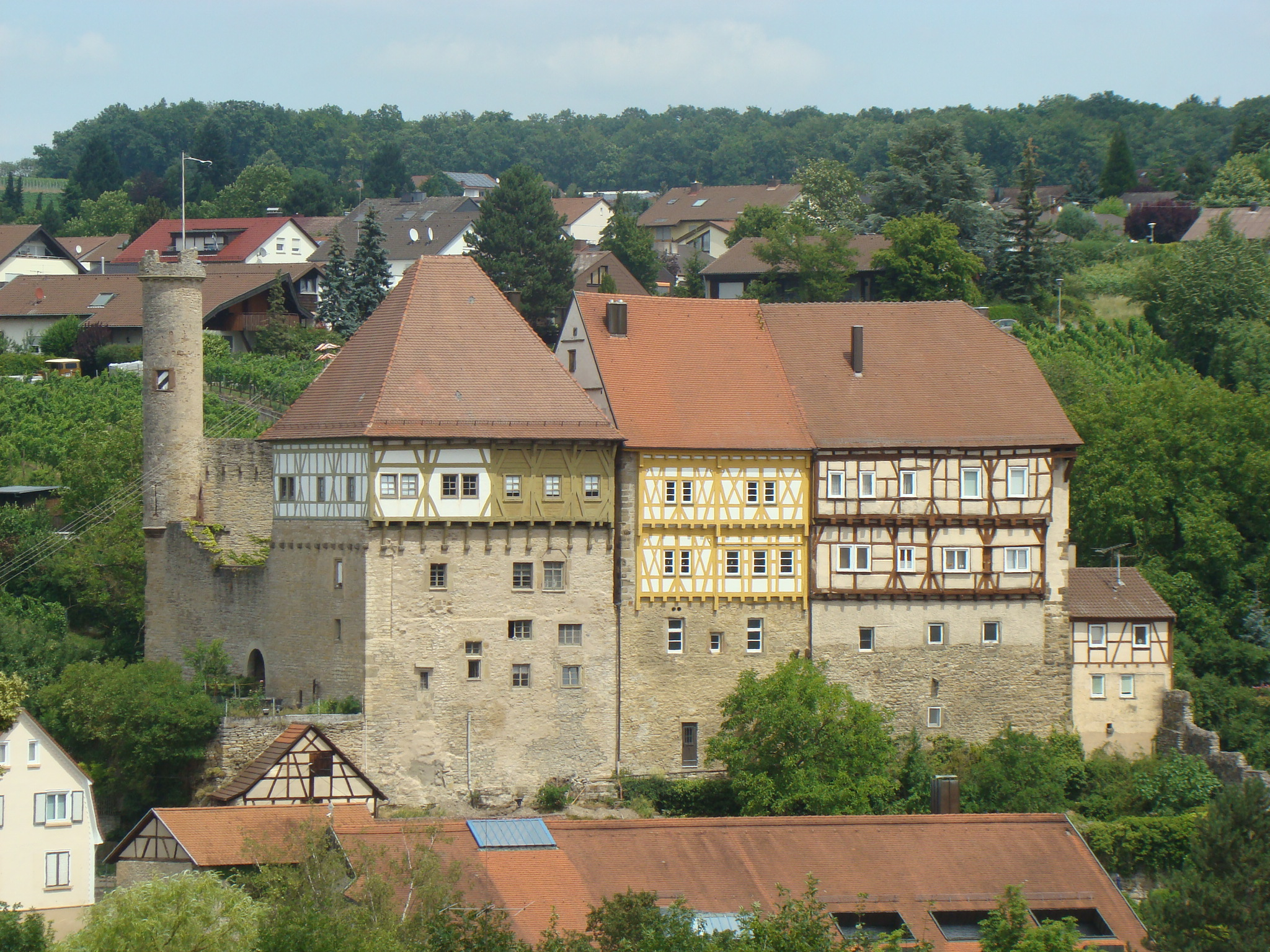
1991: Obere Burg, Talheim

  - Obere Burg in Talheim im Landkreis Heilbronn
  - Altes Pfarrhaus in Zimmern-Stetten, Mariazeller Straße 1
  - Wohnhaus in Schwäbisch Hall, Glockengasse 2
  - Loggia in der 3-Kannen-Anlage in Ulm, Hafenbad 31
  - Ölmühle in Dörzbach

- 1990
  - Gartenhaus in Tübingen, Herrenberger Straße 9/8; 1760
  - Bußturm in Horb am Neckar, Bußgasse 3; 1438
  - Hofanlage Georgenau in Bad Liebenzell-Möttlingen; 1739

### 1980 bis 1989
- 1989

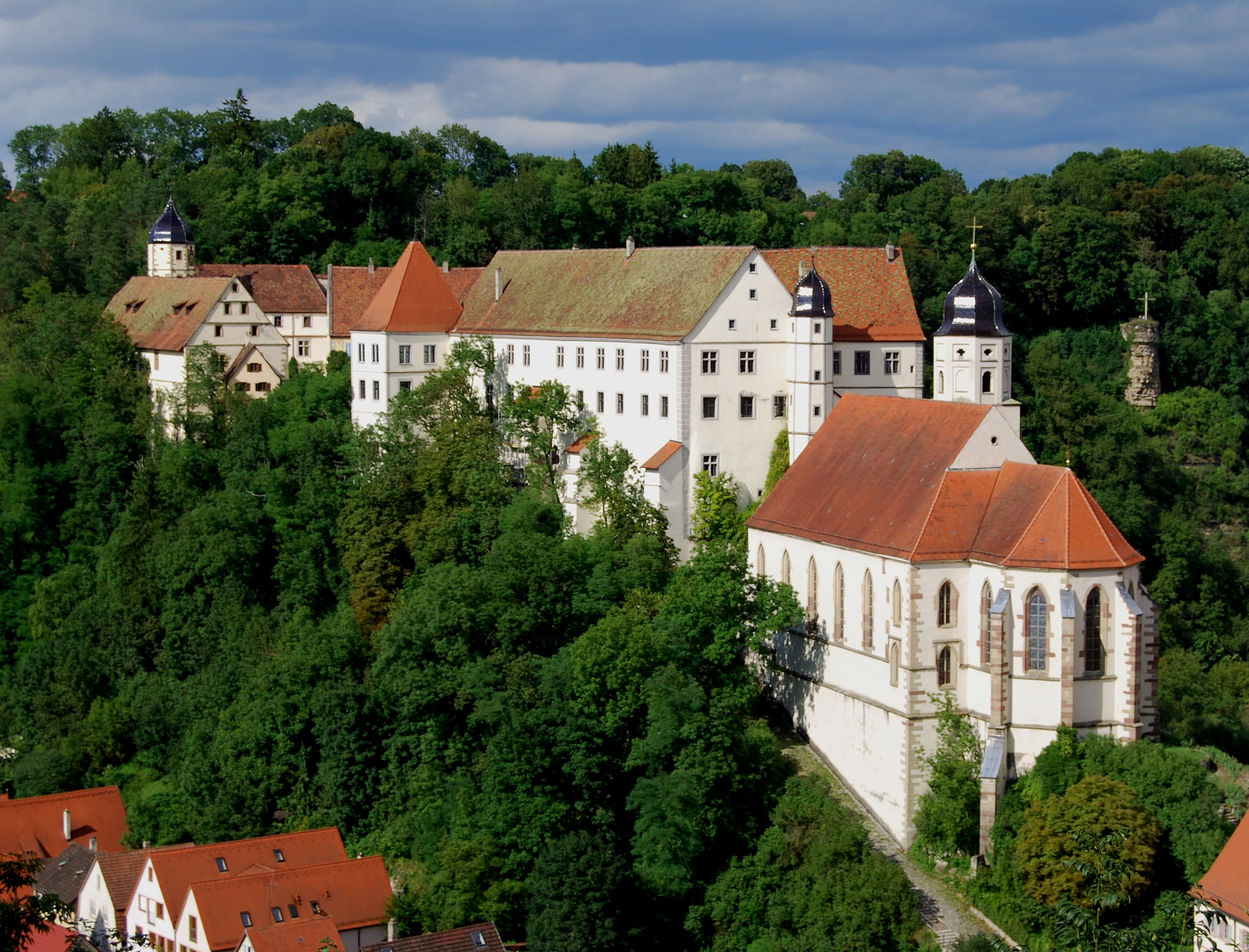
1989: Schloss Haigerloch

  - Güterabfertigungsschuppen in Satteldorf-Ellrichshausen, Bahnhof Ellrichshausen
  - Hängender Garten von Neufra im Landkreis Biberach, Schloss Neufra; 1569/73
  - Jugendstilvilla in Stuttgart, Richard-Wagner-Straße 1
  - Ehemalige Lateinschule, genannt Sakristei, in Markgröningen, Kirchplatz 7; 1571, Umbau: 1860
  - Schlossanlage Haigerloch

- 1988
  - Patrizierhaus in Esslingen am Neckar, Hafenmarkt 8 und 10
  - Altes Pfarrhaus in Salach, Kirchstraße 12
  - Handwerkerhaus in Asperg, Königstraße 33
  - Rechenmacherhaus in Mössingen, Waibachstraße 15

- 1987

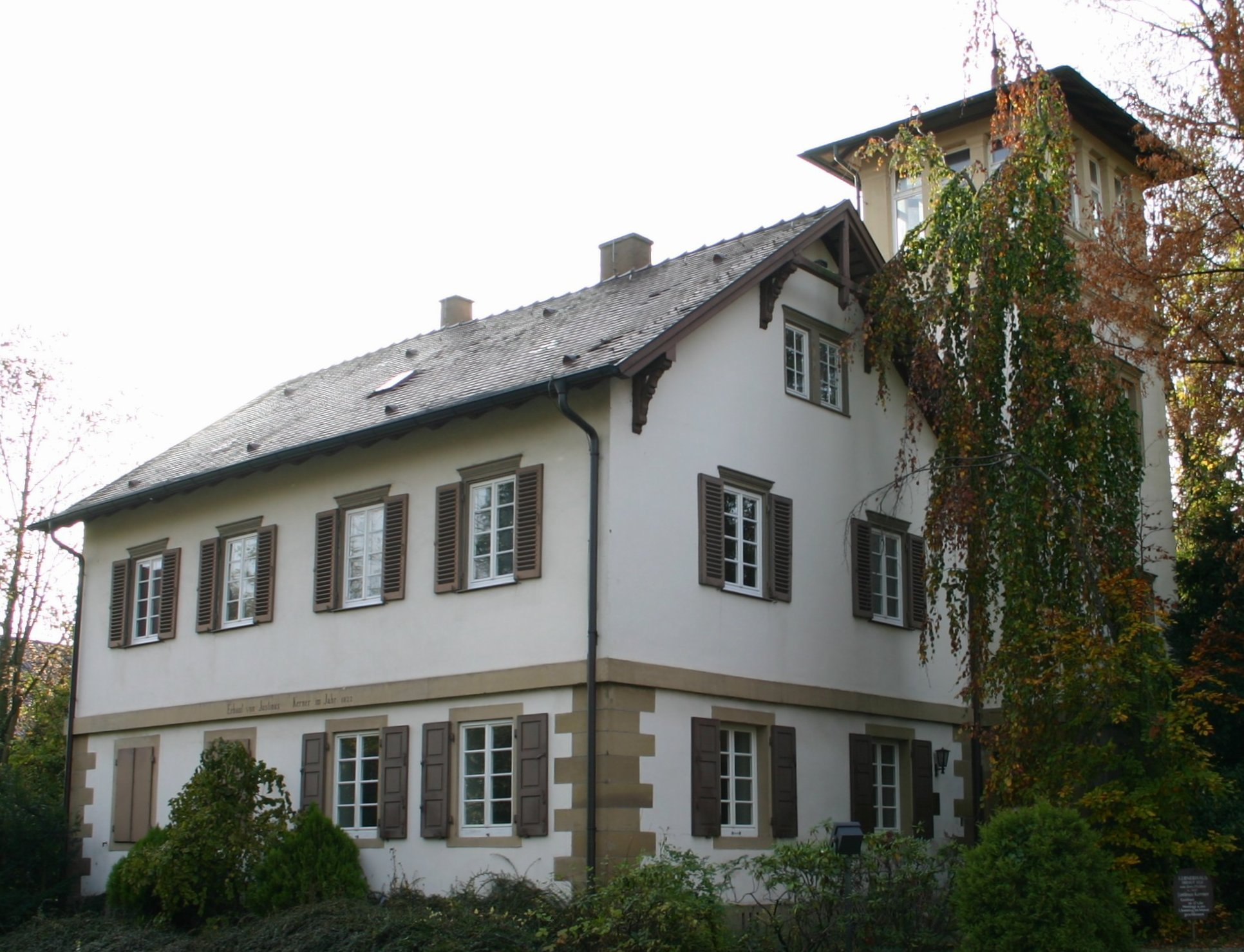
1987: Kernerhaus, Weinsberg

  - „Alte Apotheke“ in Rosenfeld, Mömpelgardgasse 3; erbaut 1244; das älteste noch erhaltene Steinhaus Süddeutschlands
  - Hofanlage „Oben im Dorf“ in Frankenhardt-Hellmannshofen, Nr. 2
  - Amtshaus in Freiberg-Heutingsheim, Schloßstraße 19
  - Vogtshof in Rottweil-Bühlingen, Eckhofstraße 14
  - Kornhauskeller („Kindsvatter-Haus“) in Ulm, Hafengasse 19
  - Justinus-Kerner-Haus in Weinsberg, Öhringer Straße 3

- 1986
  - Alte Mühle in Kirchentellinsfurt, Mühleweg 32; 16. Jahrhundert
  - Turmhügelburg Roden in Abtsgmünd-Leinroden, Turmberg; 12. Jahrhundert
  - Ehemalige Schuhfabrik in Weil der Stadt, Pfarrgasse 8; 1897

- 1985
  - Nonnenhaus in Rottenburg-Ehingen; 1439/40
  - Wohnhaus in Horb am Neckar-Dießen, Haidenhofstraße 2
  - Jugendstilvilla (Villa Mayer) in Heilbronn, Gutenbergstraße 30; 1912

- 1984

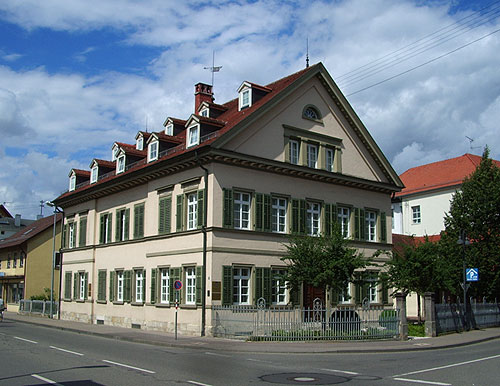
1984: Bürgerhaus, Ehingen

  - Bürgerhaus in Ehingen (Donau); 19. Jahrhundert
  - Schildwirtschaft „Zum Roten Ochsen“ in Laupheim, Kapellenstraße; 1812
  - „Klösterle“ in Stuttgart-Bad Cannstatt; Fachwerkbau von 1463

- 1983
  - Talhaus in Horb am Neckar, Altheimer Straße 52; 16. Jahrhundert
  - Ackerbürgerhaus in Obersulm-Sülzbach, Eberstädter Straße 11; 17. Jahrhundert
  - Handwerkerhaus in Esslingen am Neckar, Im Heppächer 13; 15. Jahrhundert

- 1982

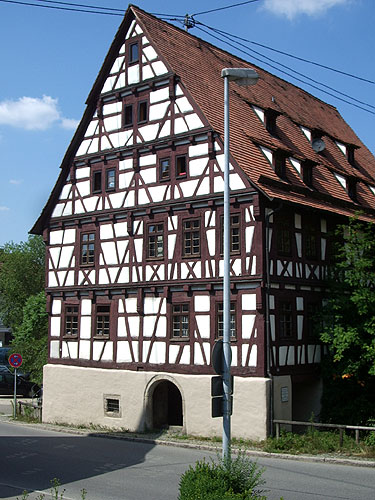
1982: Sog. Kloster, Gönningen

  - Bürgerhaus in Blaubeuren, Marktstraße 13; 1412
  - Sog. Kloster in Reutlingen-Gönningen, Hauptstraße 44; 17. Jahrhundert
  - Waldgerichtshaus in Dornstetten-Aach; 1554

- 1981
  - Ackerbürgerhaus in Isny im Allgäu, Rossmarkt 9; 16. Jahrhundert
  - Wohnhaus in Balingen-Weilstetten, Espachstraße 85; Rest einer ehemaligen Hofanlage, 1509
  - Schloss Kalteneck in Holzgerlingen

- 1980
  - Ehemaliger Sitz der Domkapitularen Ellwangen (Jagst), Marktplatz 19; 18. Jahrhundert
  - Altes Rathaus in Kirchheim unter Teck-Nabern; 1684
  - Bürgerhaus Rottweil, Lorenzgasse 7; 17. Jahrhundert

### 1978 und 1979
- 1979

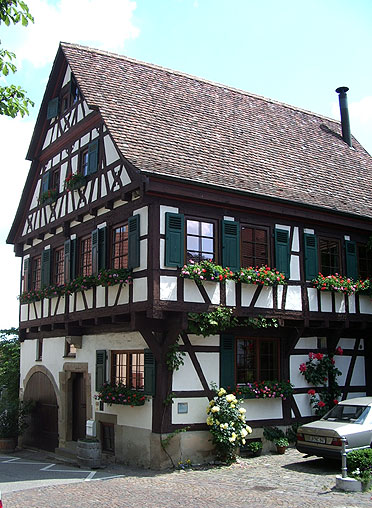
1979: „Wengerterhaus“, Bietigheim-Bissingen

  - Bürgerhaus in Wangen im Allgäu, Herrenstraße 15; 16. Jahrhundert
  - „Wengerterhaus“ Bietigheim-Bissingen, Bei der Kelter 3; 17. Jahrhundert
  - Fabrikgebäude Albstadt-Tailfingen, Goethestraße 20; 1910

- 1978
  - Bürgerhaus Weinhofberg 8 in Ulm; frühes 17. Jahrhundert
  - Ehemaliges Pfarrhaus in Mühlhausen (Villingen-Schwenningen), Tuninger Straße 13; Baujahr: 1670
  - „Haus am Roten Steg“ in Schwäbisch Hall, Bahnhofstraße 3; 1423, Inschriftenstein bezeichnet mit 1641, Sanierung 1975